# クロピモジド
クロピモジド（英：Clopimozide、R-29764）は、ジフェニルブチルピペリジン系の典型的な抗精神病薬である。非常に強力で、作用時間が非常に長く、1回の投与で少なくとも1週間持続する。ヤンセン ファーマが開発したが、販売されることはなかった。